# هاري جونسون
هاري جونسون (بالإنجليزية: Harry Gordon Johnson)‏ (و. 1923 – 1977 م) هو عالم اقتصاد، من كندا، ولد في تورونتو، توفي في جنيف، عن عمر يناهز 54 عاماً.

## التعليم
تعلم في جامعة كامبريدج، وجامعة تورنتو، وجامعة هارفارد.

## مناصب وهيئات
أدار جامعة شيكاغو، وكلية لندن للاقتصاد.

## روابط خارجية
- هاري جونسون على موقع الموسوعة البريطانية (الإنجليزية)